# Monmouth, Oregon
Monmouth är en ort i Polk County i delstaten Oregon, USA.